# T. Boone Pickens
Thomas Boone Pickens (* 22. Mai 1928 in Holdenville, Oklahoma; † 11. September 2019) war ein US-amerikanischer Unternehmer und Öl-Investor. Er gehörte zu den reichsten Personen der Vereinigten Staaten und galt als großer Geldspender vor allem für Sport und Bildung.

## Leben

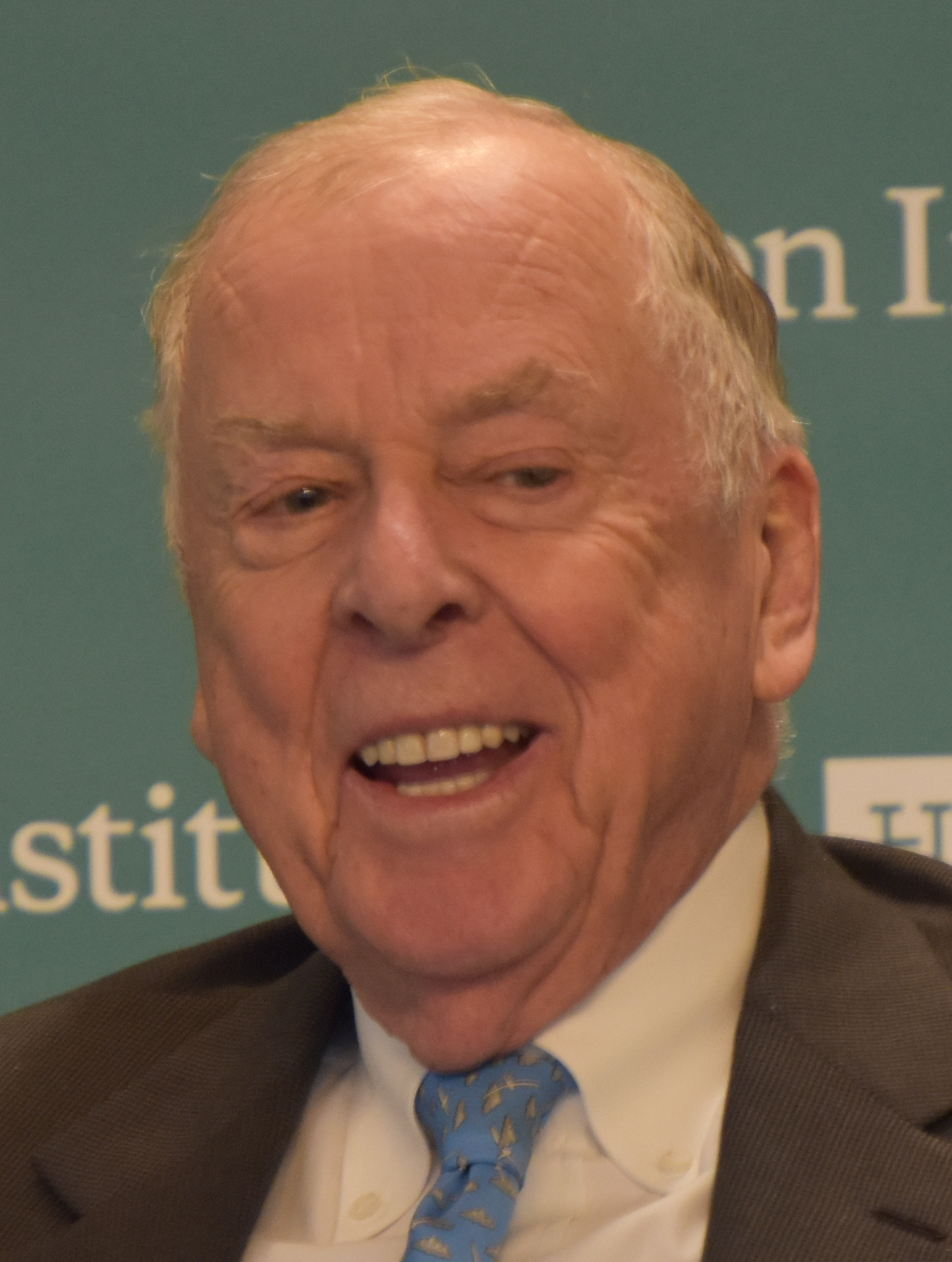
T. Boone Pickens, 2016

Pickens wurde in Holdenville als einziges Kind seiner Eltern geboren. Schon sein Vater war im Ölgeschäft tätig. Während seiner High-School-Zeit zog die Familie ins texanische Amarillo. Mit elf Jahren hatte er dort seinen ersten Job als Zeitungsausträger.
Er besuchte die Texas A&M University mit einem Basketballstipendium, welches Pickens aber nach einem Jahr verlor. Daher ging er an die Oklahoma A&M (heute Oklahoma State University), wo er seinen Abschluss in Geologie machte. Nach dem Studium arbeitete er in einer Raffinerie, ehe er Geologe bei Phillips Petroleum wurde. 1954 verließ er das Unternehmen und war unter anderem als Berater tätig. Zu dem Zeitpunkt war er bereits verheiratet, hatte zwei Töchter und ein drittes Kind war unterwegs.
1956 gründete er ein Unternehmen, das den Grundstein für das später Mesa Petroleum genannte Unternehmen legte. Das Unternehmen Petroleum Exploration, Inc. betrieb er zusammen mit Eugene McCartt und John O’Brien, letzterer ein Onkel seiner Frau, die jeweils 25 Prozent des Unternehmenskapitals hielten. Das Unternehmen verkaufte Informationen über potenzielle neue Fördergebiete für Öl. 1959 gründete Pickens die Altair Oil and Gas Company, um Ölfelder in Kanada zu erkunden. 1960 erwarb das Unternehmen die Firma Standard Gilsonite, ein Bergbauunternehmen aus Utah. 1962 machte die Petroleum Exploration, Inc. einen Gewinn von 750.000 US-Dollar. 1964 wurde das Unternehmen in Mesa Petroleum umbenannt und in eine öffentliche Aktiengesellschaft umgewandelt. Das Unternehmen entwickelte sich gut, nicht zuletzt durch den Kauf weiterer Unternehmen, was Pickens in den 1980er Jahren als lukrativer ansah als das Wachstum aus eigener Kraft. 1985 schaffte er es auf das Titelblatt des Time Magazine und dachte über eine Präsidentschaftskandidatur nach.
Seit Anfang 2008 engagierte sich Pickens für die Windkraft. In landesweiten Werbespots warb er für seinen Plan, vom Süden der USA bis zur kanadischen Grenze im Norden einen Korridor von Windrädern zu errichten. Dafür stellte Pickens zwei Milliarden US-Dollar zur Verfügung und verkündete, er werde den Betrag aufstocken, wenn die Aktion erfolgreich verläuft.
T. Boone Pickens hatte fünf Kinder und war seit 2014 mit Toni Brinker verheiratet, von der er sich 2017 scheiden ließ.